# Plastflaska

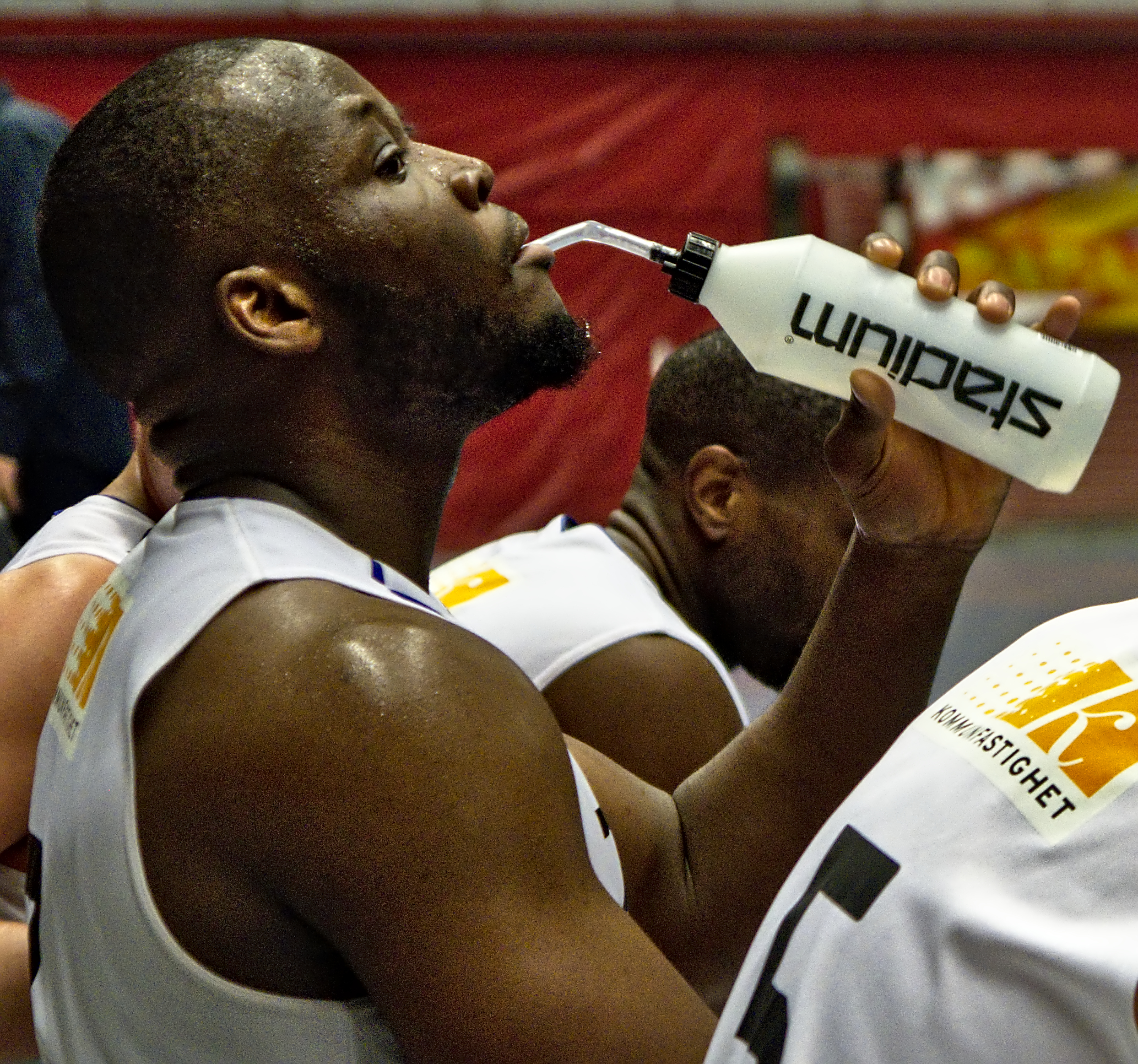
En basketspelare som dricker ur en plastflaska.

En plastflaska är en flaska tillverkad av plast. Det finns ett flertal typer av plastflaskor, en av de vanligaste typerna idag är PET-flaskan. Plastflaskor tillverkas vanligtvis industriellt och används främst som behållare för olika typer av vätskor, så som läsk, olja eller kylarvätska och säljs främst via butiker. Att flaskorna tillverkas i plast i stället för material som glas beror på att de är enklare att forma, väger mindre och inte är lika spröda. Den första plastflaskan för dryck användes först år 1970, tre år innan den första PET-flaskan tillverkades . 
Plastflaskor kan bestå av ett antal olika plastmaterial, bland annat HDPE, polypropen, polystyren och polyvinylklorid .

## Märkning

Plastklassningskod för PET-flaskor

Plastflaskor är markerade på botten med en plastklassningskod för att visa vilket material flaskan består av. Följande koder används.
- 1 - PET (Polyetylentereftalat)
- 2 - HDPE (Högdensitetspolyeten)
- 3 - PVC (Polyvinylklorid)
- 4 - LDPE (Lågdensitetspolyeten)
- 5 - PP (Polypropylen)
- 6 - PS (Polystyren)
- 7 - Övriga